# Бала (Падова)
Бала је насеље у Италији у округу Падова, региону Венето.
Према процени из 2011. у насељу је живело 102 становника. Насеље се налази на надморској висини од 19 м.